# 田代恭子
田代 恭子（たしろ きょうこ、1974年5月2日 - ）は、日本の女優。神奈川県出身。
主に不定期に2時間ドラマを中心に担当。1998年からスタートした「冷たい月」での出演にて女優デビュー。
2007年末期からの活動は不明。

## 出演

### テレビドラマ
- 冷たい月（日本テレビ）
- 恋愛偏差値（フジテレビ）
- R-17（テレビ朝日）

### 2時間ドラマ
- 非結婚時代の情報ドラマ 結婚できない!!（1999年12月26日、日本テレビ）
- 月曜ゴールデン「上条麗子の事件推理1 死を呼ぶ離婚慰謝料!」（2001年9月10日、TBS）
- 土曜ワイド劇場「西村京太郎トラベルミステリー37 東京〜山形殺人ルート」（2002年1月5日、テレビ朝日）
- 女と愛とミステリー「捜査検事・近松茂道1 グズ茂検事の犯罪捜査」（2002年4月24日、テレビ東京）
- 火曜サスペンス劇場「臨床心理士6」（2002年7月16日、日本テレビ）
- 月曜ゴールデン「上条麗子の事件推理3 死を呼ぶ遺産相続」（2003年4月14日、TBS） - 田辺真由美 役
- エビルワイド21「監察医・室生亜季子34」（2004年1月6日、日本テレビ）
- DRAMA COMPLEX「芸能界風雲録 〜一寸先は闇」（2006年8月1日、日本テレビ）
- 検事 霞夕子2「豪華客船殺人クルージング」（2007年10月2日、日本テレビ）